# Гожувский повет
Го́жувский повя́т (пол. Powiat gorzowski) — повет (район) в Польше, входит как административная единица в Любушское воеводство. Центр повета — город Гожув-Велькопольски (в состав повета не входит). Занимает площадь 1213,32 км². Население — 70 929 человек (на 31 декабря 2015 года).

## Административное деление
- города: Костшин-над-Одрой, Витница
- городские гмины: Костшин-над-Одрой
- городско-сельские гмины: Гмина Витница
- сельские гмины: Гмина Богданец, Гмина Дещно, Гмина Клодава, Гмина Любишин, Гмина Санток

## Демография
Население повята дано на 31 декабря 2015 года.
| Перепись            | Всего  | Мужчины | Женщины |
| ------------------- | ------ | ------- | ------- |
| Всего               | 70 929 | 35 127  | 35 802  |
| Городское население | 24 939 | 12 210  | 12 729  |
| Сельское население  | 45 990 | 22 917  | 23 073  |